# Ирлом, Ричард
Ри́чард И́рлом, также Эрлом (англ. Richard Earlom; 14 мая 1742, Лондон — 9 октября 1822, Лондон) — английский рисовальщик и гравёр, в том числе в технике меццо-тинто, выдающийся мастер репродукционной гравюры последней трети XVIII — первой трети XIX века, участник проектов английского издателя Джона Бойделла. Художник романтического направления, он работал в жанре пасторального пейзажа.

## Биография
Ричард Ирлом рано проявил свои художественные наклонности, обратив внимание родителей талантом к копированию картин, после чего мальчик был отдан в обучение в «Академию Сент-Мартинс-Лейн» (St Martin’s Lane Academy), предшественницу Королевской академии художеств, организованной в 1735 году Уильямом Хогартом, где он стал одним из лучших учеников известного итальянского гравёра Джованни Баттисты Чиприани. В мастерской Чиприани он также копировал маслом картины старых мастеров, но вскоре отказался от живописи и полностью посвятил себя гравюре.
Ирлом проявил мастерство рисовальщика и в то же время без посторонней помощи овладел сложной техникой гравирования в манере меццо-тинто. Ричард Ирлом также первым стал сочетать работу иглой (штриховым офортом) с тональными градациями, характерными для меццо-тинто, и достиг в этом больших успехов, став вскоре выдающимся мастером репродукционной гравюры.
В 1765 году Джон Бойделл, опытный гравёр и известный лондонский издатель, заказал Ричарду Ирлому серию гравюр в технике меццо-тинто для воспроизведения живописных картин известных мастеров. Ирлом стал копировать натюрморты фламандских художников: картины с вазами цветов и плодов с оригиналов Яна ван Хёйсума и Питера ван Оса[уточнить], «охоты», «лавки» и картины бытового жанра Франса Снейдерса, например «Фруктовый рынок». Среди наиболее известных: «Давид и Вирсавия» с картины Адриана ван дер Верффа, портреты герцога Аремберга по оригиналу Антониса Ван Дейка, портреты Рубенса с женой, Рембрандта и его жены по живописным оригиналам этих художников. Среди других: картины Мартена де Воса, Гербранда ван ден Экхоута, Квентина Массейса, Корреджо. Каталог всех известных гравюр Ричарда Ирлома издан Й. Э. Вессели в 1889 году.
В 1765 году Бойделл поручил Ричарду Ирлому сделать серию гравюр в технике меццо-тинто с картин, находящихся в галерее, составленной в своё время знаменитым коллекционером Робертом Уолполом в Хоутон-холле.

## Книга истины
Следующей важной работой Ирлома, также по заказу Джона Бойделла, стала серия гравюр по рисункам выдающегося живописца Клода Лрррена. Альбом рисунков, составленный самим живописцем (около двухсот листов), был опубликован в гравюрном воспроизведении с 1774 по 1777 год в двух томах под названием «Книга истины» (Liber Veritatis). Полное название сборника гравюр: «Собрание из двухсот гравюр по оригинальным рисункам Клода ле Лоррена из собрания его светлости герцога Девонширского, выполненное Ричардом Ирломом в манере и вкусе рисунков…. с надписью на реверсе…» (A Collection of Two Hundred Prints, After the Original Designs of Claude le Lorrain, in the Collection of His Grace the Duke of Devonshire, Executed by Richard Earlom, in the Manner and Taste of the Drawings…. with the inscription on the reverses…). Ещё один том из 100 гравюр по другим рисункам Клода Лоррена из различных британских коллекций был добавлен в 1819 году, также с использованием в качестве названия «Liber Veritas».
В своей «Liber Veritatis», иногда называемой «дневником», или «записной книжкой», Лоррен с помощью рисунков фиксировал память о своих картинах, чтобы застраховать себя и своих заказчиков от фальсификаций. Эта записная книжка принадлежала герцогам Девонширским и, после перехода из рук в руки, в 1957 году была приобретена Британским музеем, где и хранится в настоящее время.
При изготовлении гравюр Ричард Ирлом использовал технику офортного штриха для воспроизведения линий, сделанных Клодом Лорреном в рисунке пером, и технику меццо-тинто для воспроизведения размывки чернилами и сепией, что позволило максимально приблизиться к оригиналам. В цветовом отношении гравюры воспроизводили коричневый тон рисунков, игнорируя синий цвет половины оригинальных страниц. Отпечатки имели огромный успех, были переизданы, а пластины переработаны для получения более детальных репродукций. Они были рекомендованы в качестве образцов для копирования и оказали влияние, в частности, на технику английских художников-акварелистов, например Фрэнсиса Тауна.

## Галерея

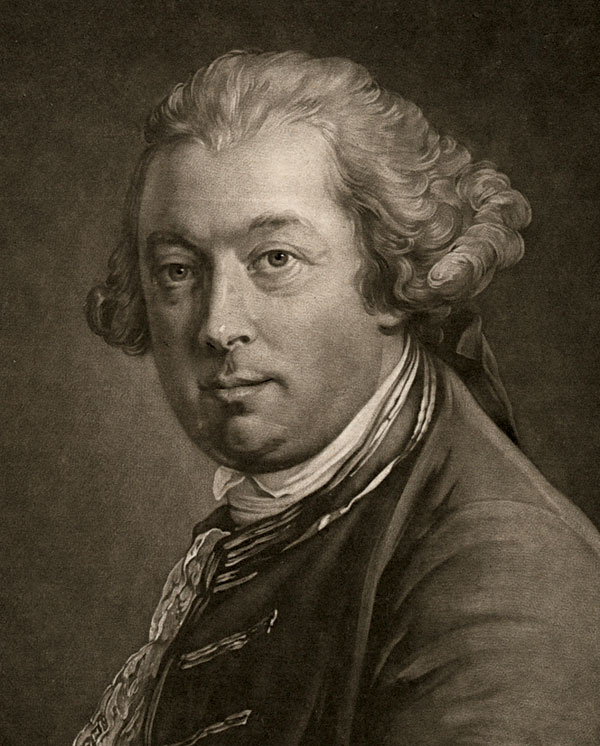
Портрет Томаса Паунелла (1722–1805). Деталь. По оригиналу Ф. Котса. 1777. Меццо-тинто
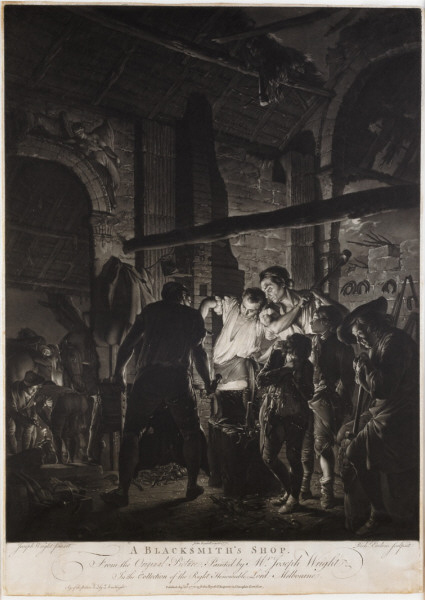
Кузница. 1771. По оригиналу Дж. Райта. Меццо-тинто
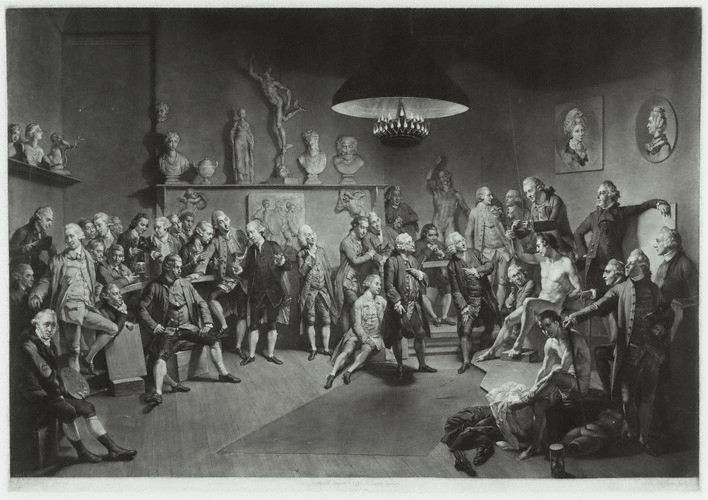
Академики Королевской академии художеств. 1773. По оригиналу И. Цоффани. Меццо-тинто. Национальная портретная галерея, Лондон
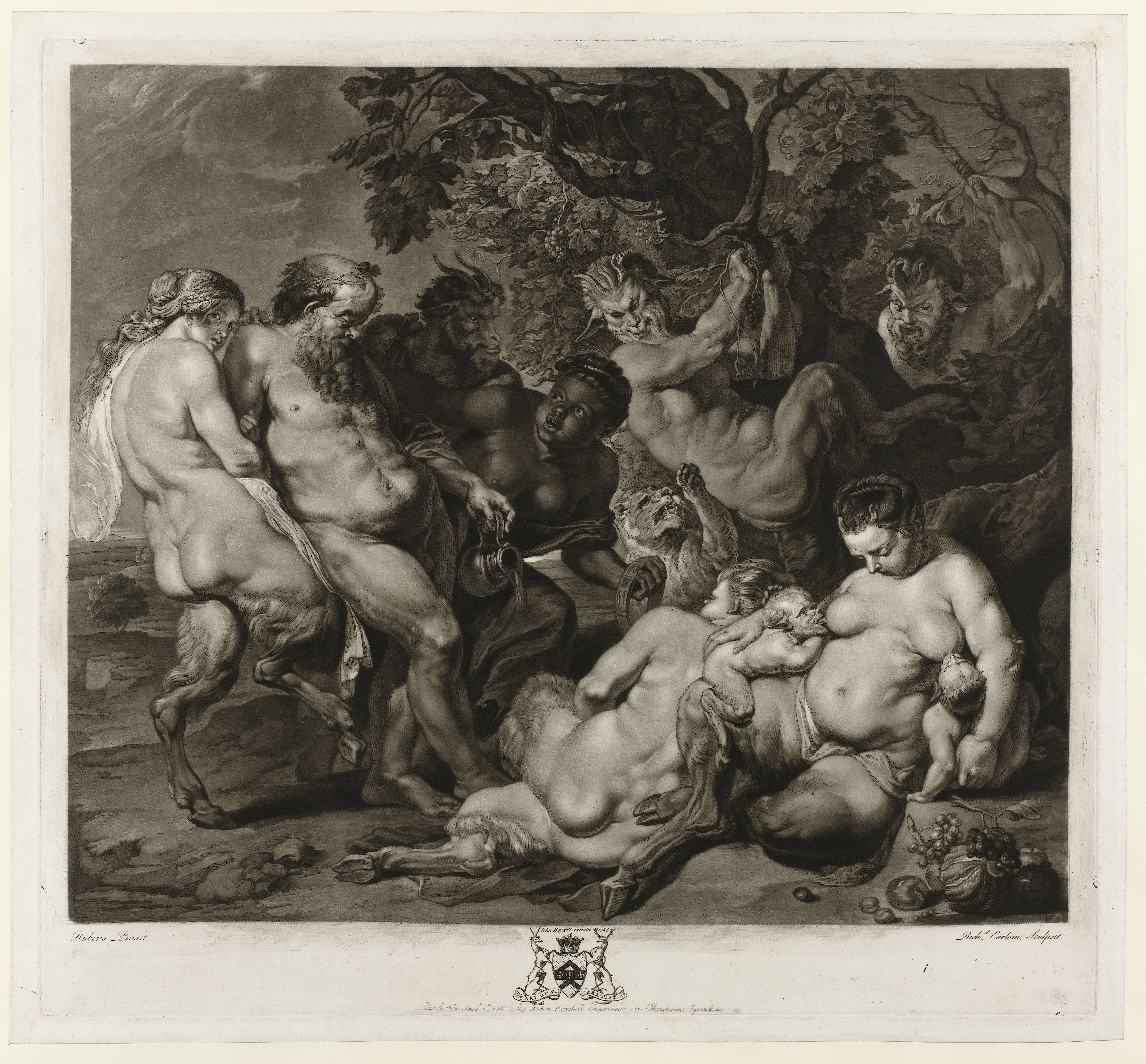
Bакханалия. По оригиналу П. П. Рубенса. Между 1752 и 1822. Офорт, меццо-тинто. Рейксмюсеум, Амстердам
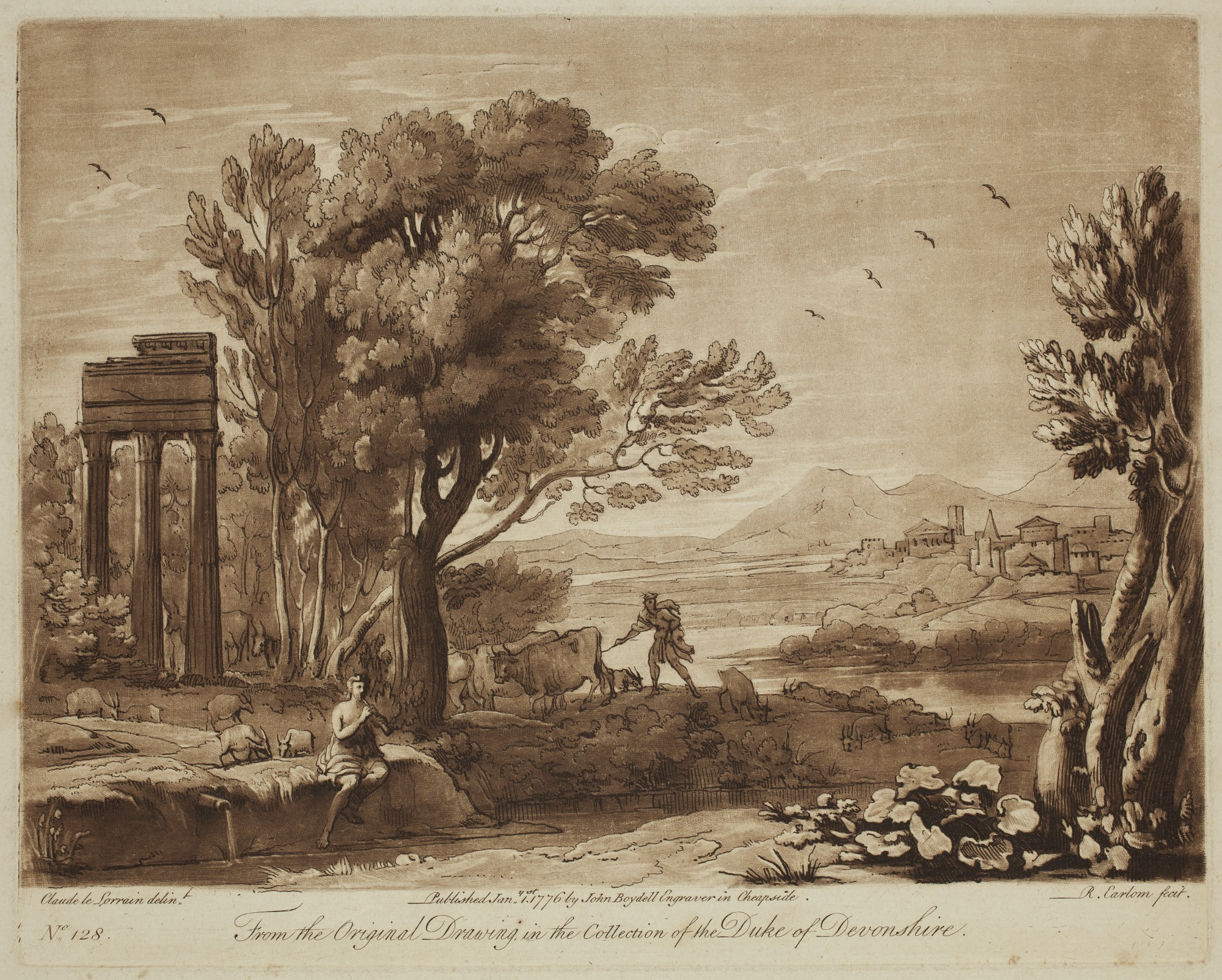
Пейзаж с Аполлоном, охраняющим стада Адмета, и Меркурием, похищающим их. Копия Р. Ирлома по оригиналу К. Лоррена. 1775. Офорт, меццо-тинто
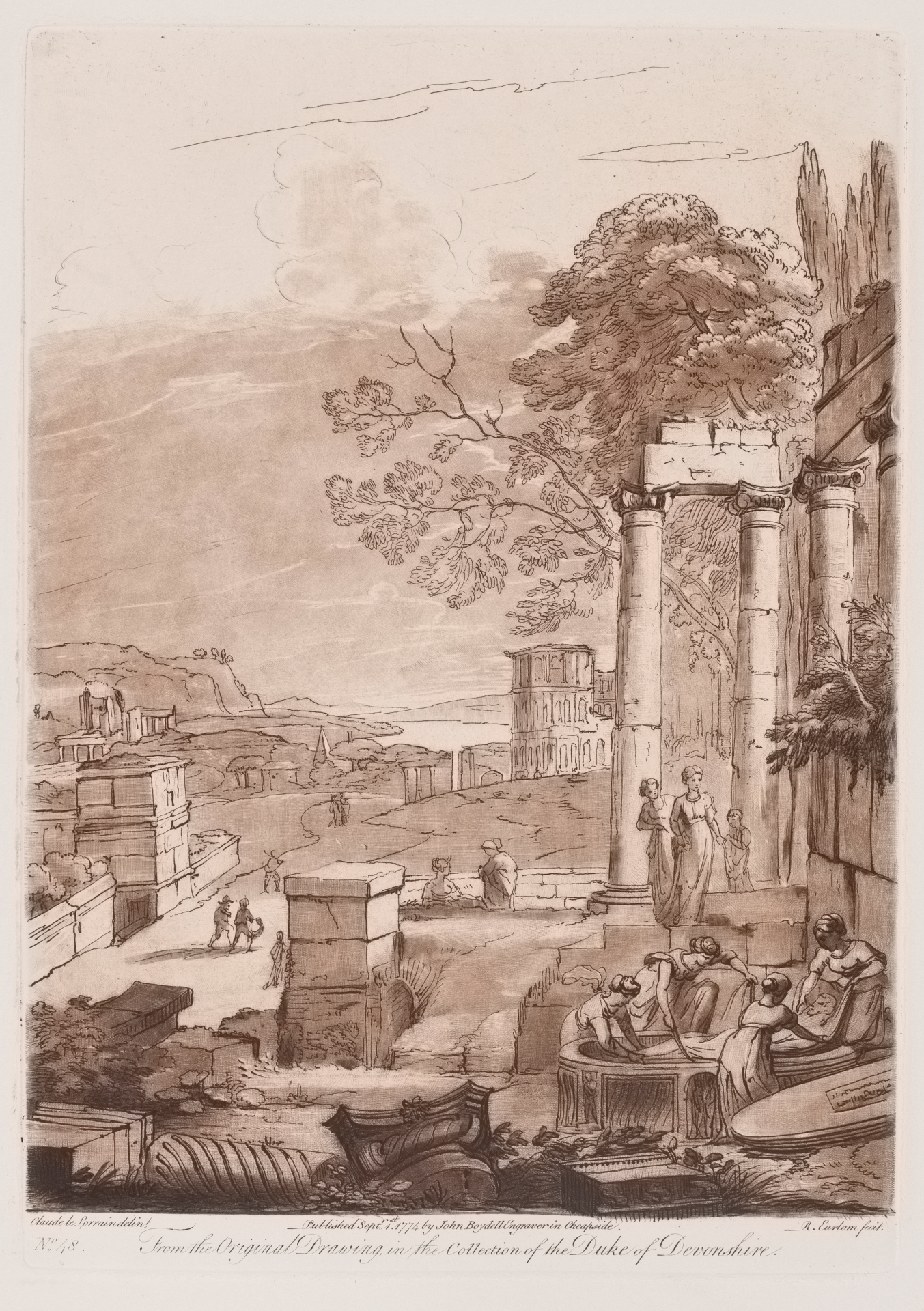
Пейзаж с погребением Святой Серапии. 1766. Лист из «Liber Veritatis» № 48. Офорт, меццо-тинто. Прадо, Мадрид
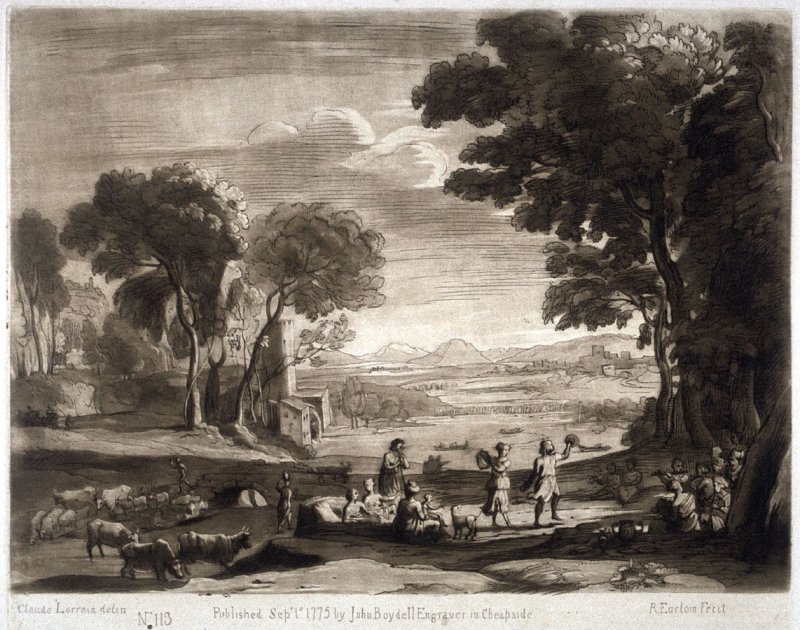
Пейзаж с бракосочетанием Исаака и Ребеки. Лист из «Liber Veritatis» № 113. Офорт, меццо-тинто